# Lajos Méhes
Lajos Méhes (* 23. Juli 1927 in Budapest; † 28. Juni 2002 ebenda) war ein ungarischer Politiker der Partei der Ungarischen Werktätigen MDP (Magyar Dolgozók Pártja) sowie schließlich der Ungarischen Sozialistischen Arbeiterpartei MSZMP (Magyar Szocialista Munkáspárt), der unter anderem Erster Sekretär des Kommunistischen Jugendverbandes KISZ, Industrieminister sowie Generalsekretär des Nationalrates der Gewerkschaften SZOT (Szakszervezetek Országos Tanácsa) war. Auf dem XII. Parteikongress am 27. März 1980 wurde er zum Mitglied des Politbüro des ZK der MSZMP gewählt und gehörte diesem obersten Führungsgremium der Ungarischen Sozialistischen Arbeiterpartei bis zum XIII. Parteikongress am 28. Mai 1985 an.

## Leben

### Ausbildung und Partei- und Jugendfunktionär
Méhes, Sohn eines Mechanikers, begann nach dem Abschluss der Volksschule 1941 eine Berufsausbildung in der Waggonbaufabrik Ganz Vagongyár und wurde dort nach Abschluss der Lehre im September 1944 Geselle. 1945 trat er der Kommunistischen Partei KMP (Kommunisták Magyarországi Pártja) bei und war 1946 für einige Zeit als Sekretär der Sankt-Stephans-Gesellschaft SZIT (Szent István Társulat) tätig, ehe er im Oktober 1948 Mitarbeiter der Kaderabteilung der KMP-Stadtleitung von Budapest wurde. Nach einer zweijährigen Ausbildung an der Parteihochschule kehrte er 1952 zur Budapester Leitung der aus der KMP hervorgegangenen Partei der Ungarischen Werktätigen MDP (Magyar Dolgozók Pártja) zurück und war dort zunächst Mitarbeiter, dann von Mai 1953 bis Oktober 1956 stellvertretender Leiter sowie zuletzt nach dem Volksaufstand seit Dezember 1956 Leiter der Abteilung für Parteiorgane und Massenorganisationen.
Im Anschluss war Méhes zwischen 1961 und 1962 Erster Sekretär der nunmehr aus der MDP hervorgegangenen Ungarischen Sozialistischen Arbeiterpartei MSZMP (Magyar Szocialista Munkáspárt) in dem aus den Stadtteilen Zugló, Alsórákos, Herminamező, Istvánmező, Kiszugló, Nagyzugló, Rákosfalva, Törökőr und Városliget bestehenden XIV. Bezirk Budapests. Am 24. November 1962 wurde er auf dem VIII. Parteikongress zum Kandidaten des Zentralkomitees (ZK) der MSZMP gewählt. Danach war er von 1963 bis 1964 Sekretär der MSZMP-Stadtleitung von Budapest.
Am 6. Januar 1964 wurde er als Nachfolger von Árpád Pullai Erster Sekretär des KISZ (Magyar Kommunista Ifjúsági Szövetség), dem Jugendverband der MSZMP, und bekleidete diese Funktion sechs Jahre lang bis zu seiner Ablösung durch István Horváth im Februar 1970. In dieser Funktion leitete er 1968 auch eine Delegationsreise zur FDJ der DDR.
Während dieser Zeit wurde er am 25. Juni 1965 auch zum Mitglied des ZK gewählt und gehörte diesem bis zum 22. Mai 1988 an. Als Kandidat der MSZMP wurde er am 19. März 1967 erstmals zum Abgeordneten des Parlaments (Országgyűlés) gewählt und gehörte diesem bis zum 16. März 1990 an. Er vertrat dort zunächst den 17. Wahlbezirk des Komitat Borsod-Abaúj-Zemplén, danach seit dem 25. April 1971 den 4. Wahlkreis des Komitat Győr-Moson-Sopron sowie zuletzt seit dem 8. Juni 1980 den 44. Wahlkreis von Budapest.

### Gewerkschaftsfunktionär, Parteichef von Budapest, Industrieminister und Politbüromitglied
Daraufhin fungierte er zwischen Februar 1970 und April 1978 als Generalsekretär der Gewerkschaft der Eisen-, Metall- und Elektrizitätsarbeiter (Vas-, Fém- és Villamosenergia-ipari Dolgozók Szakszervezetének). Während dieser Zeit wurde er 1970 Mitglied des Präsidiums des Nationalrates der Gewerkschaften und zwischen 1974 und 1978 auch Präsident des Internationalen Verbandes der Metallarbeitergewerkschaften im Weltgewerkschaftsbund.
Am 21. April 1978 wurde Méhes Erster Sekretär der MSZMP-Stadtleitung von Budapest und übte diese Funktion bis zum 3. Dezember 1980 aus. Während dieser Zeit war er von Juli 1978 bis Dezember 1980 auch Mitglied des Präsidiums des Parlaments.
Auf dem XII. Parteikongress am 27. März 1980 wurde er zum Mitglied des Politbüro des ZK der MSZMP gewählt und gehörte diesem obersten Führungsgremium der Ungarischen Sozialistischen Arbeiterpartei bis zum XIII. Parteikongress am 28. Mai 1985 an.
Anschließend erfolgte am 5. Dezember 1980 seine Berufung zum Industrieminister (Ipari Miniszter) in die Regierung von Ministerpräsident György Lázár und gehörte dieser bis zum 9. Dezember 1983 an. Gleichzeitig war er Mitglied der Wirtschaftskommission der Regierung.
Am 9. Dezember 1983 folgte er Sándor Gáspár in der Funktion als Generalsekretär des Nationalrates der Gewerkschaften SZOT (Szakszervezetek Országos Tanácsa) und übte diese bis zum 4. März 1985 aus.